# Phasia kudoi
Phasia kudoi är en tvåvingeart som beskrevs av Sun 2003. Phasia kudoi ingår i släktet Phasia och familjen parasitflugor. Inga underarter finns listade i Catalogue of Life.